# Grażyna Millerová
Grażyna Millerová [gražyna] (29. ledna 1957 Jedwabne [Podleské vojvodství] – 17. srpna 2009) byla polská básnířka a překladatelka z italštiny do polštiny a naopak. Od roku 1983 žila v Itálii. Je známa především jako překladatelka básnické sbírky Jana Pavla II. Římský triptych – Meditace z polštiny do italštiny (2003).

## Dílo
- Curriculum (1988)
- Sull'onda del respiro (2000)
- Alibi di una farfalla (2002)